# Leo von Bilinski
Leo von Bilinski, též Leon von Bilinski nebo Leon Biliński (15. června 1846 Zališčyky – 14. června 1923 Vídeň), byl polský (haličský) a rakousko-uherský, respektive předlitavský šlechtic a politik, koncem 19. století ministr financí Předlitavska ve vládě Kazimíra Badeniho, v letech 1909–1911 ještě ministr financí ve vládě Richarda Bienertha. V letech 1912–1915 byl společným ministrem financí pro celé Rakousko-Uhersko a po rozpadu monarchie ještě ministrem financí v Polsku (1919).

## Biografie
Po dokončení vysokoškolských studií v roce 1862 nastoupil jako úředník ve Lvově. Působil jako docent (od roku 1874 coby profesor) politické ekonomie na Lvovské univerzitě. V letech 1879–1880 byl jejím rektorem. V roce 1871 se oženil s Josefou Seiche von Nordenheim, dcerou lázeňského lékaře v Teplicích Josefa Seicheho von Nordenheim. Jejich manželství zůstalo bezdětné. 
Od roku 1883 zasedal jako poslanec haličského zemského sněmu a roku 1883 nastoupil i do vídeňské Říšské rady (celostátní parlament), kde reprezentoval městskou kurii v Haliči, obvod Stanislavov, Tysmenicja atd. Poslanecký slib složil 7. dubna 1883. Mandát obhájil ve volbách do Říšské rady roku 1885 a volbách do Říšské rady roku 1891 (opět městská kurie, obvod Stanislavov, Tysmenicja atd.). Rezignace na jeho poslanecký mandát byla oznámena na schůzi 26. dubna 1892. Během druhé poloviny existence vlády Eduarda Taaffeho prosazoval spolupráci polských poslanců s německou většinou a v roce 1890 odmítal český kritický postoj k Trojspolku. Od roku 1892 byl sekčním šéfem na ministerstvu obchodu a současně pověřen řízením Rakouských státních drah.
Jeho politická kariéra vyvrcholila od konce 19. století za vlády Kazimíra Badeniho, v níž se stal ministrem financí Předlitavska. Funkci zastával v období 30. září 1895 – 30. listopadu 1897. Kromě toho byl zpočátku pověřen i řízením Ministerstva pro haličské záležitosti (do nástupu Edwarda Rittnera). Jako ministr se podílel na obnově vyrovnání mezi Předlitavskem a Uherskem, prosadil daňovou reformu. Po odchodu z vlády pracoval až do roku 1909 jako guvernér Oesterreichisch-ungarische Bank – rakousko-uherské centrální banky.
Mezitím byl dále aktivní na parlamentní úrovni. Znovu byl do Říšské rady zvolen ve volbách do Říšské rady roku 1897 (městská kurie, obvod Stanislavov, Tysmenicja atd.). Zde nyní podporoval spolupráci konzervativní pravice, katolické lidové strany a Poláků. Byl rovněž stoupencem česko-německé dohody. V únoru 1900 přešel jako doživotní člen do Panské sněmovny (jmenovaná horní komora Říšské rady).
Do poslanecké sněmovny (dolní komory) se ovšem vrátil ve volbách do Říšské rady roku 1907 (obvod Halič 21). Roku 1911 se stal předsedou klubu polských poslanců (Polský klub) v Říšské radě. Od roku 1907 opětovně zasedal i v haličském zemském sněmu. Vrátil se i do vládních funkcí. Ve vládě Richarda Bienertha zastával od 10. února 1909 do 9. ledna 1911 opět post ministra financí Předlitavska. Z vlády odešel pro neshody s parlamentem i polským poslaneckým klubem.
Ve volbách do Říšské rady roku 1911 obhájil parlamentní křeslo. Poté, co roku 1912 rezignoval, ho v Říšské radě nahradil Roman Krogulski. V roce 1912 totiž usedl na post Ministra financí Rakouska-Uherska, tedy společného ministra pro obě poloviny říše, jehož faktickou rolí byla finanční správa společně spravované Bosny a Hercegoviny. V roce 1914 nedoporučoval cestu Františka Ferdinanda d'Este do Sarajeva. Po atentátu ovšem podpořil tvrdý postup Rakouska-Uherska vůči Srbsku, který pak vedl k vyhlášení války.
Po roce 1918 se krátce uchýlil do Vídně, kde se výrazněji veřejně neangažoval. Roku 1919 ho ovšem povolal Józef Piłsudski do nově samostatného Polska, kde se Bilinski v roce 1919 nakrátko stal ministrem financí Polska ve vládě Ignacy Jana Paderewského. Po odchodu z vlády opět přesídlil do Vídně. Zde působil jako prezident nově zřízené Polnisch-Österreichische Bank. Zasedal také ve výboru pro likvidaci centrální banky zaniklého Rakouska-Uherska.
Zemřel v červnu 1923 ve Vídni. Jeho tělo převezeno a pohřbeno v Teplicích v hrobce rodiny jeho manželky.

## Tituly a ocenění
Po otci Viktorovi byl nositelem šlechtického titulu rytíř. Ve funkci sekčního šéfa na ministerstvu obchodu obdržel v roce 1892 titul c. k. tajného rady s nárokem na oslovení Excelence. Během své politické kariéry získal několik vysokých státních vyznamenání v Rakousku-Uhersku i v zahraničí. Mimo jiné získal také čestný doktorát na Jagellonské univerzitě v Krakově, kde byl též čestným členem Akademie věd a umění. Dále byl nositelem čestného občanství v několika městech (Řešov, Stanislawów, Rudky, Brody, Lublaň, Tachov).

### Rakousko-Uhersko
- velkokříž Leopoldova řádu
- Řád železné koruny I. třídy
- komtur Řádu Františka Josefa
- Jubilejní pamětní medaile
- Vyznamenání za zásluhy o Červený kříž s válečnou dekorací

### Zahraničí
- velkokříž Řádu červené orlice (Německo)
- velkokříž Vévodského sasko-ernestinského domácího řádu (Sasko)
- velkokříž Řádu rumunské koruny (Rumunsko)
- velkokříž Řádu Fridrichova (Württembersko)
- velkokříž Řádu Takova (Srbsko)
- komandér Řádu znovuzrozeného Polska (Polsko)